# Wolfsgrün
Wolfsgrün ist ein Ortsteil der Stadt Eibenstock im Erzgebirgskreis. Er gehört zur Ortschaft Blauenthal.

## Geografie
Wolfsgrün liegt im Westerzgebirge im Tal der Zwickauer Mulde in einer Höhenlage von 480 m ü. NN an der Straße zwischen Aue (Sachsen) und Eibenstock. Die Ortschaft liegt nach der Naturraumkarte von Sachsen in der Mesogeochore „Eibenstocker Bergrücken“ und gehört zur Mikrogeochore „Blauenthaler Mulde-Tal“. Westlich des Ortes liegt die Talsperre Eibenstock.
Nachbarorte
| Neidhardtsthal | Burkhardtsgrün                              |            |
|                | Kompassrose, die auf Nachbargemeinden zeigt | Blauenthal |
|                | Eibenstock                                  |            |

## Geschichte

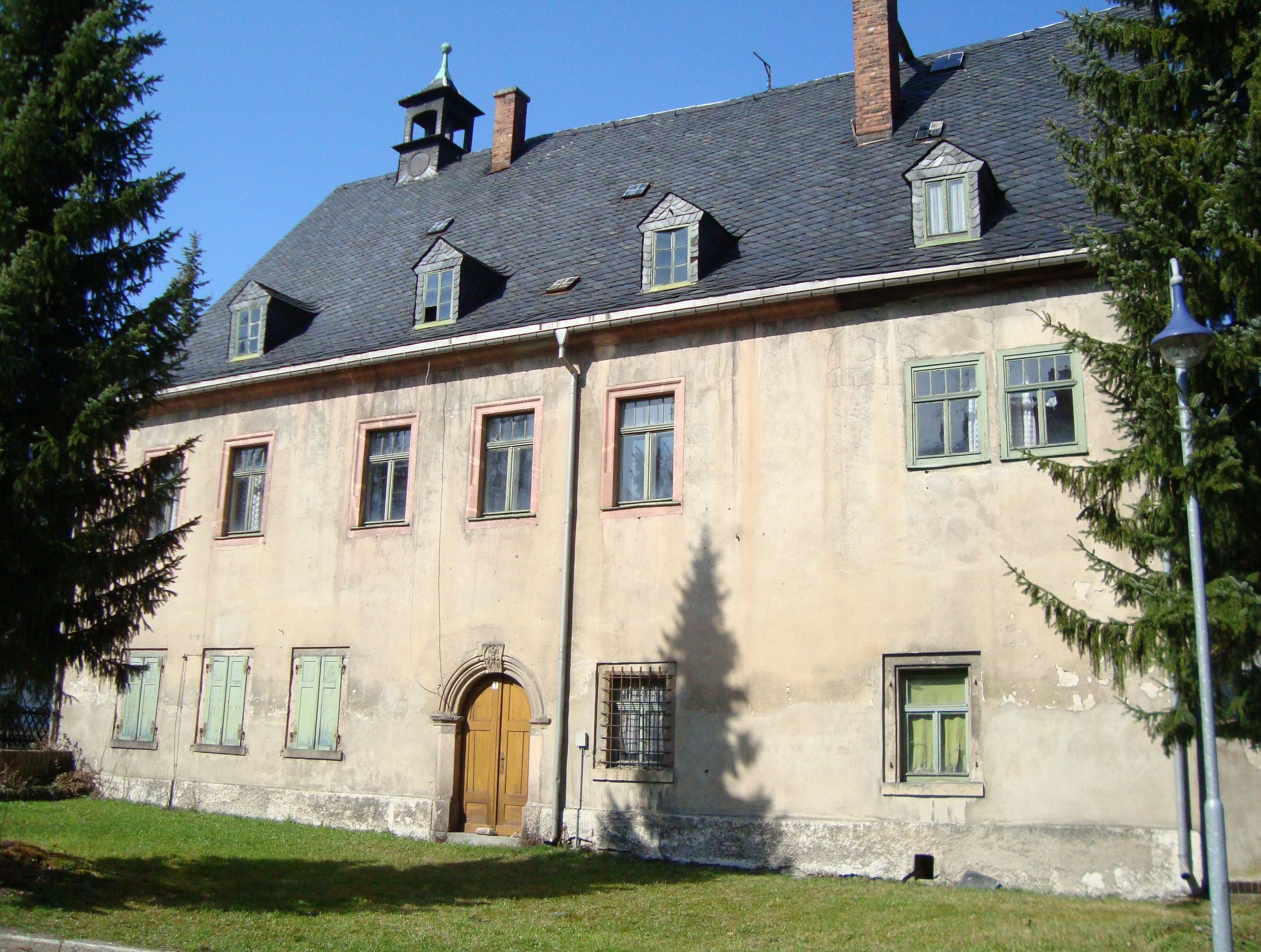
Hammerherrenhaus

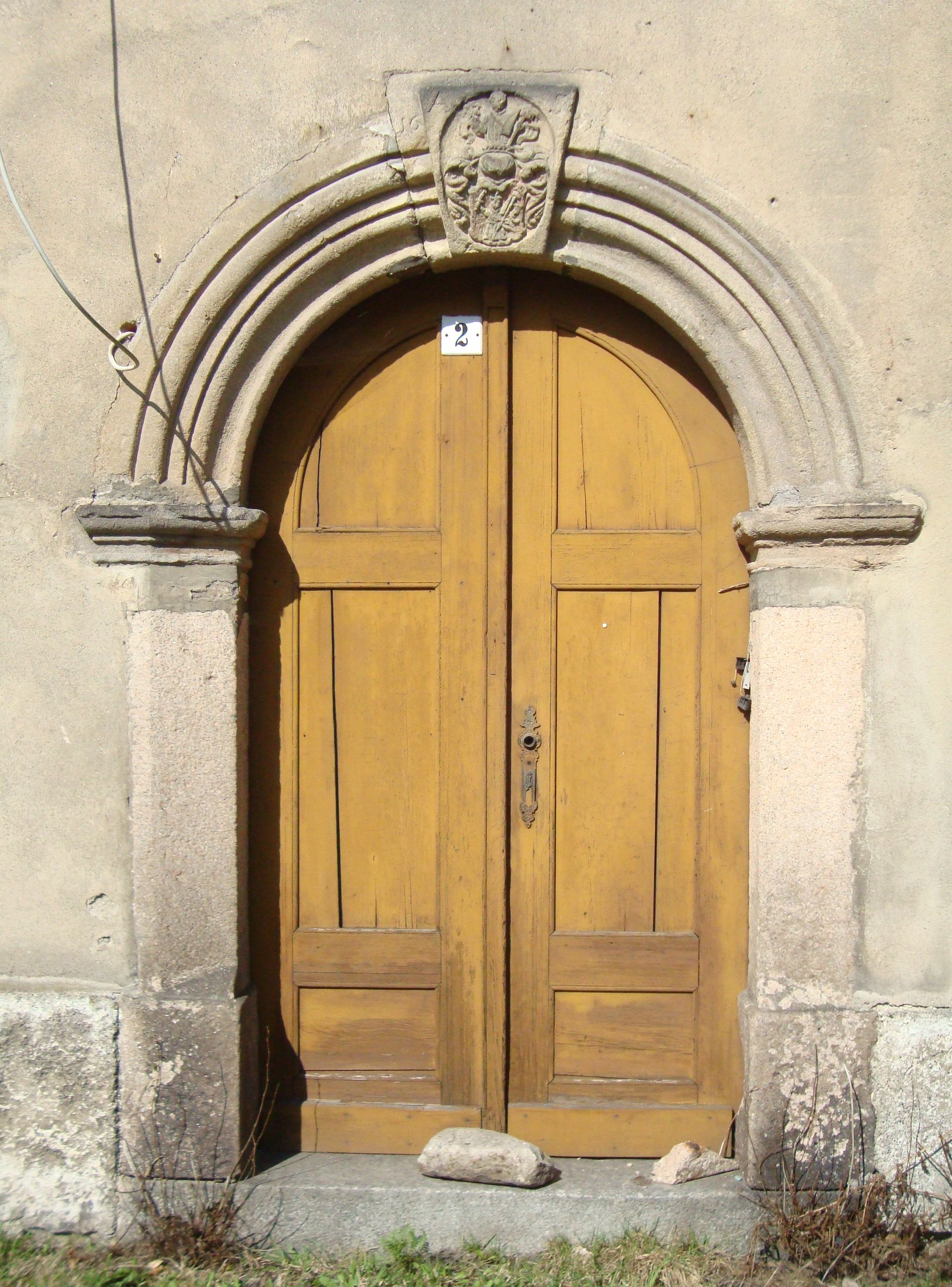
Portal des Hammerherrenhauses

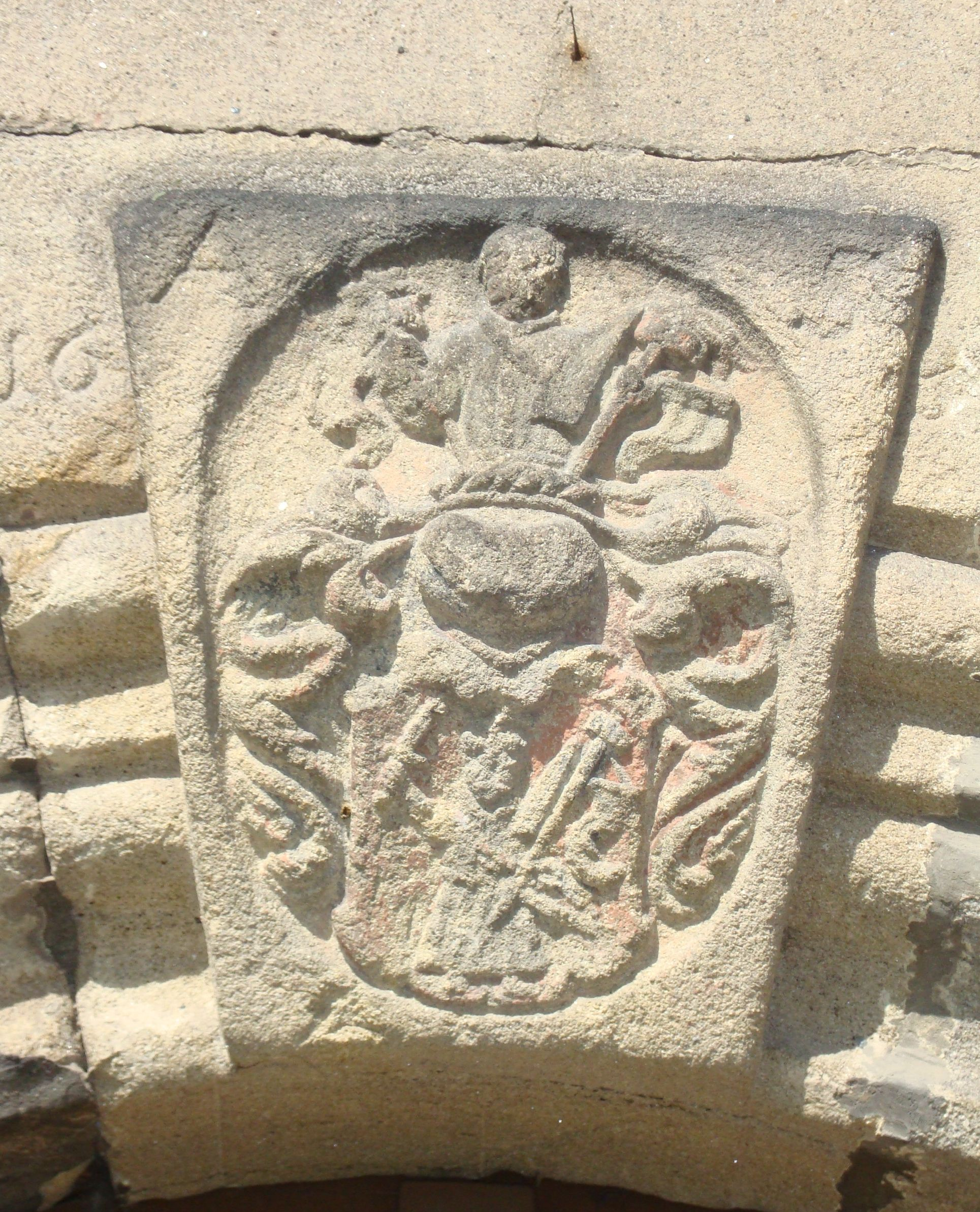
Schlussstein des Portals mit dem Wappen von Abraham Siegel

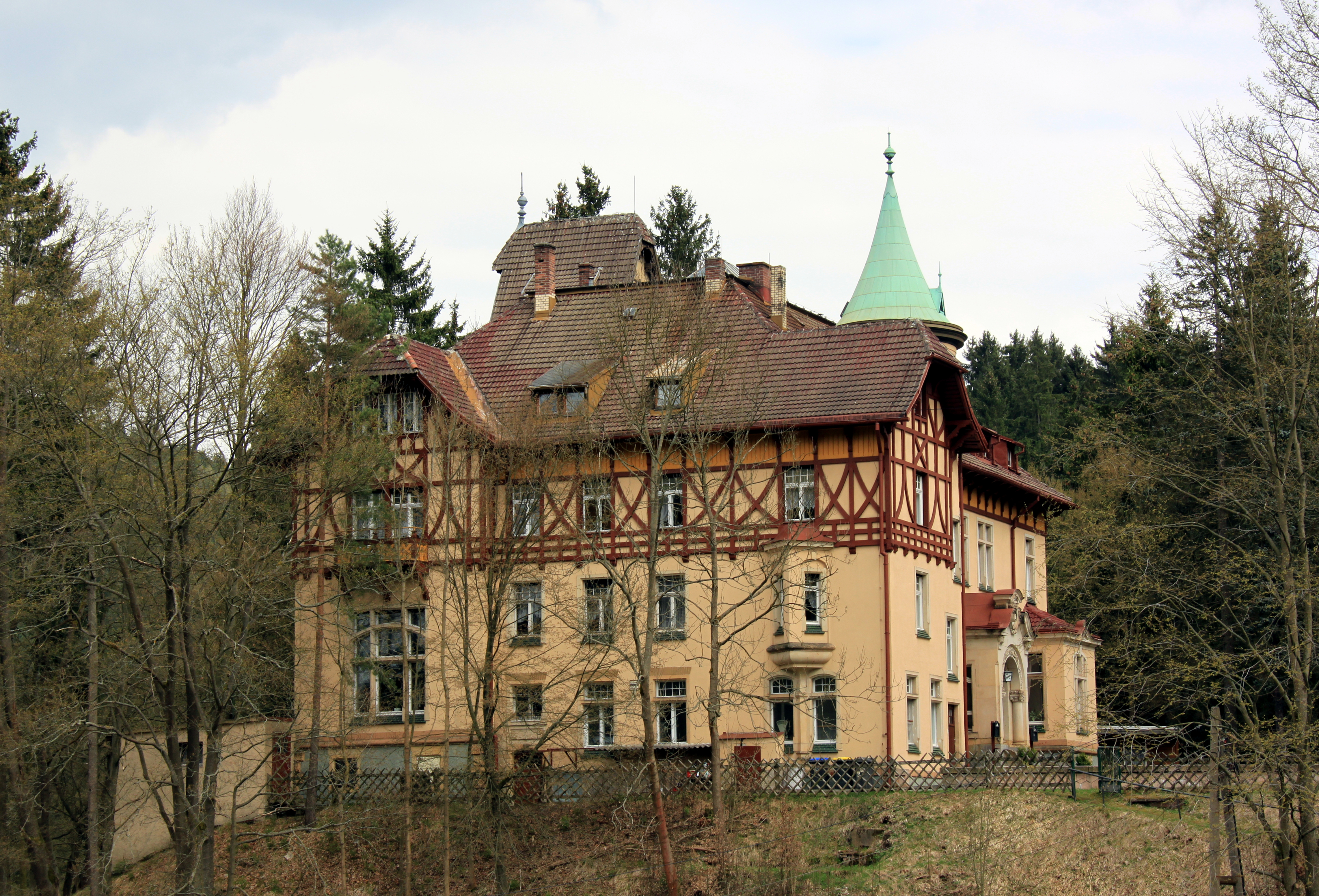
Das von Architekten Oswald Haenel 1904 entworfene „Wolfsgrüner Schlößchen“

Wolfsgrün wurde als Hammerwerk Oberblauenthal (später unter anderem auch „der Rothe Hammer“) erstmals 1536 erwähnt. Dieser Hammer wurde vom Nürnberger Zinnhändler Andreas Blau um 1530 angelegt.
August Schumann schreibt über die Entstehung des Hammers:

„Über die Gründung und das Alter dieses Eisenhüttenwerkes können wir folgende Notizen geben. Es war im J. 1518, als sich im Dorfe Sosa eine nürnbergische Familie, namens Blau, aufhielt, darunter Andreas und Balthasar Blau, als starke Verleger aller zwitterzechen in der Umgegend, das eingehandelte Zinn nach Nürnberg schickten. Sie ließen sich endlich in Sosa häuslich nieder, kauften sich Güter an, und Andreas Blau erlangte durch Heirath den Freihof Sosa mit allem Zubehör. Blau und seine Consorten bauten sich dann an der Mulde an, und gaben der Gegend den Namen Blauthal (Blauenthal). Oberhalb nur 1/4 Stunde entfernt von demselben liegt das jetzige Hammergut Wolfsgrün (oder Oberblauenthal), welches ebenfalls gedachte Blaue erbaueten, und daselbst, wie zu Unterblauenthal, einen Hammer anlegten. Genug, die Begründer der beiden Hammerwerke sind die nürnberger Handelsleute Blaue. Wie lang aber das blau’sche Geschlecht Unterblauenthal im Besitz gehabt hat, ist nicht sicher bekannt. Schon im J. 1630 findet man die Familie Siegel als Besitzer. Dies kam aus Böhmen nach Sachsen, und einem Friedrich Siegel, Besitzer des Werks, schenkte im J. 1669 die sächs. Regierung tausend Schragen Holz. Später kam dieses Werk an die Familie Schädlich, von welcher es im J. 1742 als ein cadukes Hammerwerk Johann Heinrich Hennig käuflich übernahm. Gegenwärtig besitzt es die Frau Wittbe des Hammerherrn Heinrich Ludwig Hennig, der auch der Freihof zu Sosa und das Rittergut zu Frankenhausen gehört. Im J. 1797 kaufte der damalige Besitzer dieses Hammerwerks,  mit noch 2 Hammerwerksbesitzern in Gemeinschaft, die Gerechtigkeit des Muldenhammers an sich.“

Nach den quellenkritischen Studien von Walter Fröbe wird der Hammer in Wolfsgrün erstmals um 1570 erwähnt. Sein Erbauer war vermutlich Hans Dietz aus Schneeberg, der den Hammer 1587 weiter an Jacob Roth verkaufte.
Bis 1647 war das Hammerwerk Wolfsgrün an den aus Hanau gebürtigen Handelsmann Johann Ludwig von Uttenhofen verpachtet, der die Tochter des Hammermeisters Nicol Klinger vom Muldenhammer geheiratet hatte. Uttenhofen wollte das Hammerwerk nach dem Tod von Jeremias Siegel aus Schönheide von dessen Witwe käuflich erwerben, wozu es jedoch nicht kam.
Der Ort ist aus jenem Hammerwerk, das seit 1809 als Domänialbesitzung dem König von Sachsen gehörte, hervorgegangen. Mit Ausschluss der Hammerwerksgerechtigkeit, die der Fiskus mit der dazugehörigen Deputatabgabe an Kohlholz 1817 eingezogen hatte, und mit Ausschluss der Erbwaldung, die seit diesem Jahre zu den Landesforsten genommen worden war, wurde Wolfsgrün an die Gebrüder von Elterlein auf Rittersgrün verkauft.
Beim Hammerwerk Wolfsgrün gab es zu Beginn des 19. Jahrhunderts einen Hochofen, ein Stab- und ein Blechfeuer, einen Zainhammer und ein Zinnhaus. Außerdem befanden sich dort ein Herrenhaus, eine Mühle, eine Hufschmiede und die Wirtschaftsgebäude, die jedoch von geringerer Größe als sonst gewöhnlich bei Hammerwerken waren. Zum Ort gehörten acht Häuser mit etwa 80 Einwohnern, über die dem Besitzer die Erbgerichte zustanden, die seit 1817 vom Kreisamt Schwarzenberg mitverwaltet wurden. Zur Kirche gingen und gehen die Wolfsgrüner nach Eibenstock.
Auf Anordnung des Königs von Sachsen wurde in Wolfsgrün 1810 eine Eisengießerei angelegt. Dort fertigte man Öfen aller Art, Bratröhren, Kochöfen, Backofenherdplatten, Ambosse, Schmiedeformen, Feuerroste für Kalkbrennereien, Steinkohlen- und Torffeuerungen, Töpfe, Gewichte, Mörser, Wasserpfannen, Kessel, Fußkratzen, Inschriften auf Monumente, Geländer, Wellenzapfen und Lager für Mühlen, Oelschlägel und Stampfenfutter, Maschinensachen für Spinnereien, Vasen, Plattglocken, Leuchter, Brustbilder usw.
Mitte des 19. Jahrhunderts wurde eine Holzstoff- und Papierfabrik angelegt, die noch heute besteht.
1937 wurde Wolfsgrün nach Blauenthal und mit diesem im Jahr 1994 nach Eibenstock eingemeindet.

## Wolfsgrüner Schlößchen
Das Herrenhaus der Fabrikantenfamilie Bretschneider wurde 1904 von dem Architekten Oswald Haenel entworfen. Nach Auszug der Familie Bretschneider wurde dieses als Müttererholungsheim der Nationalsozialistischen Volkswohlfahrt (NSV) und daneben auch als Deutsches Zentralarchiv für Genealogie genutzt. Zu DDR-Zeiten wurde es zunächst die SED-Kreisschule "Rosa Luxemburg" und dann ein Ferienheim für SED-Mitglieder. Nach der deutschen Wiedervereinigung wird es seit 1994 als Hotel Wolfsgrüner Schlößchen betrieben.

## Ortslogo
Seit 2012 haben die  Eibenstocker Ortsteile Blauenthal, Wolfsgrün und Neidhardtsthal ein gemeinsames Ortslogo. Die Elemente Wasser, Hammerwerke, Wasserkraft und Bergbau spiegeln die historischen und gegenwärtigen Begebenheiten der Orte wider.
Das Logo ist zweigeteilt. Der obere Teil ist in grün gehalten. Drei schwarze Hämmer auf der rechten Seite symbolisieren die Hammerherrenhäuser der drei Ortsteile. Das Wasserrad auf der linken Seite symbolisiert die Wasserkraft, welche z. B. an der Staumauer der Talsperre Eibenstock in Neidhardtsthal heute noch genutzt wird. Das untere blaue Feld ist wellenförmig vom oberen Feld abgetrennt. Dies steht symbolisch für die Zwickauer Mulde, welche durch alle drei Ortsteile fließt. In dem blauen Feld befinden sich Hammer und Schlegel in gekreuzter Form, symbolisch für den Bergbau in der Region.

## Wirtschaft und Infrastruktur

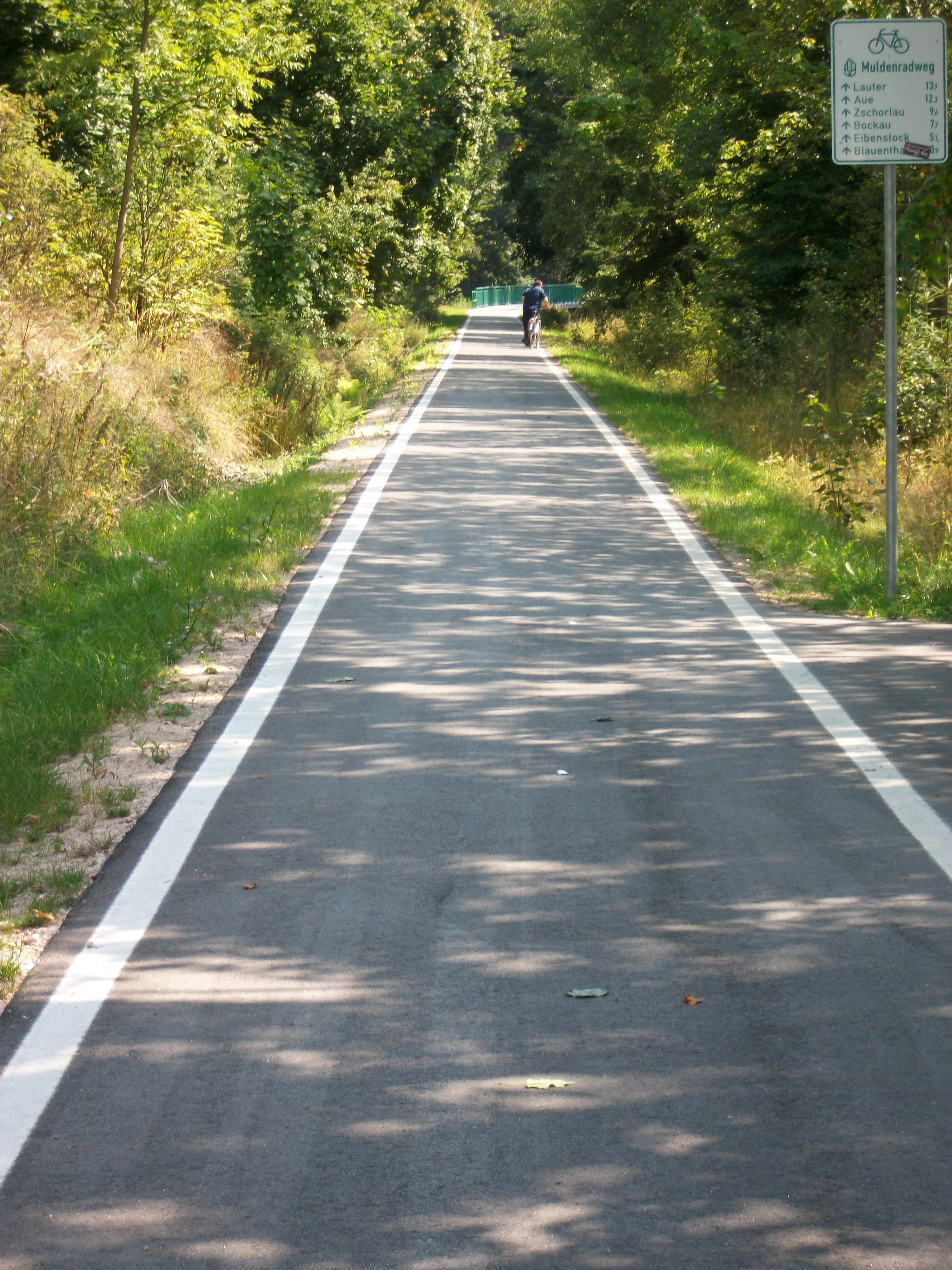
Mulderadweg bei Wolfsgrün (2013)

In Wolfsgrün besteht eine große Kläranlage, die auch die Abwässer von Eibenstock, Schönheide und Stützengrün verarbeitet. Zur Sicherung der Wasserqualität der Trinkwassertalsperre Eibenstock wurde im Jahr 2000 ein Stollen von fast fünf Kilometer Länge in Betrieb genommen, durch den die Abwässer von Eibenstock, Schönheide und Stützengrün um die Talsperre herum direkt in die Kläranlage Wolfsgrün geleitet werden.

### Industrie
Die in Wolfsgrün ansässige Firma Bretschneider wurde 1829 als Mühle und Papierfabrik von Gottlieb Bretschneider in Wolfsgrün gegründet. Aufgrund der gesellschaftlichen Verhältnisse in der DDR musste 1959 eine staatliche Beteiligung aufgenommen werden. 1972 wurde die Firma zwangsenteignet. 1976 erfolgte der Anschluss des Betriebes an den VEB Verpackungsmittelwerk Schwarzhammermühle, welcher bis 1990 Teil des Kombinats Verpackung war.
Nach dem Ende der DDR erfolgte zum 1. Juli 1990 die Reprivatisierung der Bretschneider & Hartmann KG.
Im Oktober 1990 wurde die "Bretschneider Verpackungen GmbH" von den Gesellschaftern der KG gegründet. Diese übernahm zum 1. Januar 1991 den gesamten Produktionsbereich der KG. Mit gleichem Datum wurde eine Beteiligung der Zewawell Ag & CO. KG, heute DS Smith Packaging, aufgenommen. Heute beschäftigt das Unternehmen 35 Mitarbeiter und wird von der Ururenkelin des Firmengründers geleitet.

### Verkehr

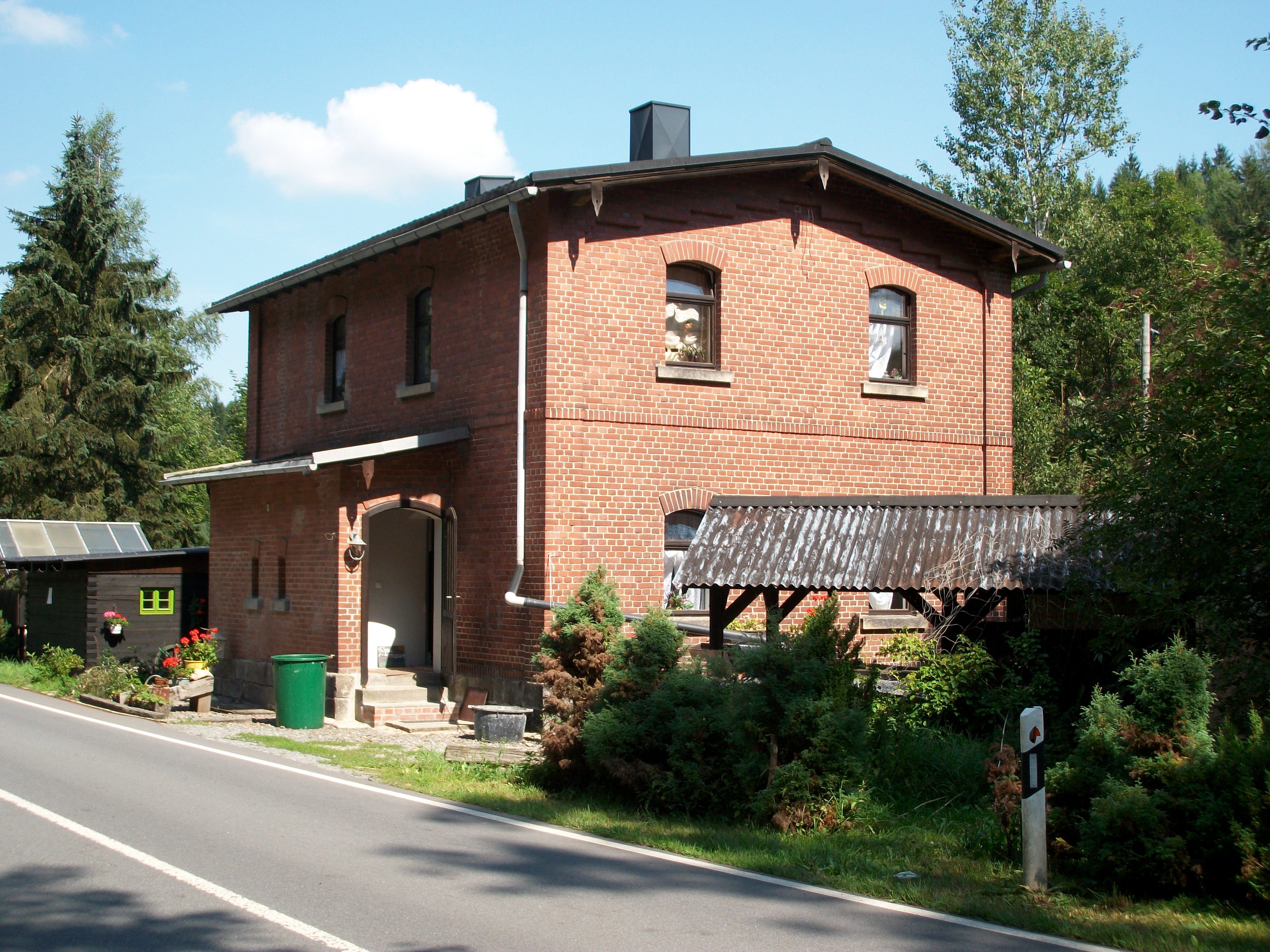
Ehemaliges Bahnwärterhaus in Wolfsgrün

Bis zum Bau der Talsperre Eibenstock hatten Blauenthal und Wolfsgrün Eisenbahnanschluss an die Bahnstrecke Chemnitz–Aue–Adorf. Die letzte Fahrt auf dem Streckenabschnitt nach Adorf fand im Oktober 1975 statt, nach Aue fuhren noch bis 1995 Züge. Die stillgelegte Trasse von Aue über Blauenthal nach Wolfsgrün wird seit 2013 als Teil des Muldentalradwanderweges genutzt.
Durch die Ortslage führt die Bundesstraße 283 von Adorf nach Aue.

## Persönlichkeiten
- Hermann Gustav Hasse (1811–1892), evangelisch-lutherischer Pfarrer und Autor
- Gustav Bretschneider (1859–1933), Unternehmer und Kommerzienrat